# Xonobod
Pour l’article homonyme, voir Khanabad.
Xonobod (aussi Khanabad) est une ville de la province d'Andijan, en Ouzbékistan.
Sa population est estimée à 45 023 habitants en 2023.